# ریجاکه
ریجاکه (به صربی: Riđake) یک منطقهٔ مسکونی در صربستان است که در ولادیمیرتسی واقع شده‌است. ریجاکه ۴۲۷ نفر جمعیت دارد.